# Кайрат (Карасайский район)
Кайрат (каз. Қайрат) — село в Карасайском районе Алматинской области Казахстана. Входит в состав Жандосовского сельского округа. Код КАТО — 195235200.

## Население
В 1999 году население села составляло 87 человек (42 мужчины и 45 женщин). По данным переписи 2009 года, в селе проживало 178 человек (90 мужчин и 88 женщин).